# Ljagvasürenguiin Otgonbaatar
Ljagvasürenguiin Otgonbaatar (20 de enero de 1993) es un deportista mongol que compite en judo.
Ganó una medalla de bronce en el Campeonato Mundial de Judo de 2018, y una medalla de oro en el Campeonato Asiático de Judo de 2019. En los Juegos Asiáticos consiguió dos medallas de bronce en los años 2014 y 2018.

## Palmarés internacional
| Campeonato Mundial  | Campeonato Mundial      | Campeonato Mundial | Campeonato Mundial |
| Año                 | Lugar                   | Medalla            | Categoría          |
| ------------------- | ----------------------- | ------------------ | ------------------ |
| 2018                | Bakú (Azerbaiyán)       | Medalla de bronce  | –100 kg            |
| Juegos Asiáticos    |                         |                    |                    |
| Año                 | Lugar                   | Medalla            | Categoría          |
| 2014                | Incheon (Corea del Sur) | Medalla de bronce  | –90 kg             |
| 2018                | Yakarta (Indonesia)     | Medalla de bronce  | –100 kg            |
| Campeonato Asiático |                         |                    |                    |
| Año                 | Lugar                   | Medalla            | Categoría          |
| 2019                | Fujairah (EAU)          | Medalla de oro     | –100 kg            |